# Interfaccia senza make-up
In spettrometria di massa l'interfaccia senza make-up, meglio nota con il termine inglese sheathless interface, è un'interfaccia tra elettroforesi capillare e spettrometria di massa.

## Meccanismo
Il capillare per l'elettroforesi capillare subisce un restringimento nella parte finale, nella quale è applicato il voltaggio per l'elettrospray. Con questo metodo non si usa liquido di make-up per cui non c'è diluizione dell'analita e si ottengono sensibilità più alte e meno interferenze. Bisogna utilizzare flussi più bassi nell'elettroforesi.